# Punt de compensació de la llum

La dependència de la taxa fotosintètica (en l'ordenada) de la quantitat disponible de llum (en l'abscissa) en plantes de llum (Sonnenpflanze) o en plantes d'ombra (Schattenpflanze). El punt de saturació de la llum s'aconsegueix molt més ràpidament per les plantes d'ombra, el seu punt de compensació també és menor.

El punt de compensació de la llum és la quantitat d'intensitat de la llum sobre la corba lumínica on la taxa de fotosíntesi coincideix exactament amb la taxa de respiració cel·lular. En aquest punt,la captació de CO₂ a través de vies fotosintètiques es correspon exactament amb l'alliberament respiratoti de diòxid de carboni, i la captació de l'O₂ per la respiració es correspon exactament amb l'alliberament fotosintètic d'oxigen. Les plantes capten (µmol·m−2·s−1)
En termes d'assimilació fotosintètica, al punt de compensació, l'assimilació neta de diòxid de carboni és zero. Les fulles alliberen CO₂ per fotorespiració i la respiració diària, però el CO₂ també es converteix en carbohidrats per la fotosíntesi. Per tant, l'assimilació és la diferència en la taxa d'aquests processos. A una pressió parcial normal de CO₂ (338mbar el 1980), hi ha una irradiació a la qual l'assimilació neta de CO₂ és zero. Per exemple, a primera hora del matí i al final del vespre, es pot arribar al punt de compensació a mesura que l'activitat fotosintètica disminueix i la respiració s'incrementa. Per tant, la pressió parcial de CO₂ en el punt de compensació, també conegut com a gamma, és una funció de la irradiació. La dependència de la irradiació del punt de compensació s'explica per la concentració de RuBP. Quan l'acceptor ribulosa-1,5-bisfosfat està en concentració saturada, gamma és independent de la irradiació. A concentracions de diòxid de carboni més altes, la taxa de fotosíntesi és més alta, mentre que a baixes concentracions de CO₂, la fotorespiració és més alta.

## Moments del dia
S'assoleix el punt de compensació durant el principi del matí i els final de la tarda. La respiració és relativament constant, mentre que la fotosíntesi depén de la quantitat de llum solar (longituds d'ona de 400 a 700 nm per unitat de superfície i unitat de temps).
El punt de compensació ocorre quan la taxa de fotosíntesi es fa igual amb la taxa de respiració.

## Taxa
Al punt de compensació, la taxa de fotosíntesi s'equilibra amb la taxa de respiració. Els productes de la fotosíntesi s'utilitzen en la respiració perquè la planta ni consumeix ni fabrica biomassa.
En les plantes aquàtiques on el nivell de llum a una fondària donada és aproximadament constant per a la major part del dia, el punt de compensació és la fondària a la qual la llum que penetra en l'aigua crea el mateix efecte d'equilibri.
Cada tipus de planta té un punt de compensació de la llum diferenciat i només poden sobreviure si la llum que els arriba supera el seu corresponent punt de compensació,